# Metacanthus
Genre
Synonymes
- Aknisus McAtee, 1919

Metacanthus est un genre de punaises sur échasses de la famille des Berytidae et la sous-famille des Metacanthinae. 

## Systématique
Le genre Metacanthus a été créé en 1847 par l'entomologiste italien Achille Costa (1823-1899). 
En 1919, l'entomologiste américain Waldo Lee McAtee (d) (1883-1962) crée le genre Aknisus qui s'avérera être un synonyme du genre Metacanthus.

## Liste d'espèces
Selon BioLib (8 novembre 2022) :
- Metacanthus acintus Qi & Nonnaizab, 1992
- Metacanthus annulosus (Fieber, 1859)
- Metacanthus antaoensis Lindberg, 1958
- Metacanthus braggodochio (Fernando, 1960)
- Metacanthus calvus (McAtee, 1919)
- Metacanthus concolor White, 1878
- Metacanthus delhiensis (Menon & Ghai, 1959)
- Metacanthus elegans Costa, 1847
- Metacanthus horvathi Stusak, 1964
- Metacanthus jagoensis Lindberg, 1958
- Metacanthus lineatus (Jakovlev, 1875)
- Metacanthus maghrebinus Pericart, 1977
- Metacanthus meridionalis (Costa, 1843)
- Metacanthus microphtalmus Stusak, 1965
- Metacanthus mollis Stusak, 1964
- Metacanthus multispinus (Ashmead, 1887)
- Metacanthus nigricapillus Stusak, 1964
- Metacanthus nitidus Stusak, 1964
- Metacanthus pectoralis Dallas, 1852
- Metacanthus pertenerum Breddin, 1907
- Metacanthus prima (Distant, 1918)
- Metacanthus pulchellus Dallas, 1852
- Metacanthus pusillus (Horvath, 1812)
- Metacanthus tenellus Stal, 1859
- Metacanthus tenerrimus Bergroth, 1912
- Metacanthus transvaalensis Stusak, 1963

### Espèce fossile
Ce genre comporte un sous-genre, Metacanthus (Megalomerium) Fieber, 1859, représenté par une seule espèce fossile, Metacanthus (Megalomerium) serratum Théobald, 1937.